# استیگ مورتنسون
استیگ مورتنسون (انگلیسی: Stig Mårtensson; ۱ فوریهٔ ۱۹۲۳ – ۱ اوت ۲۰۱۰) دوچرخه‌سوار اهل سوئد بود.